# JR貨物48A形コンテナ
JR貨物48A形コンテナ（JRかもつ48Aがたコンテナ）は、日本貨物鉄道（JR貨物）が2012年（平成24年）より運用している、31 ftウィングコンテナである。

## 概要
- JR貨物では、1989年（平成元年）2月に初めての30 ft形ウイングコンテナ（セミウィング仕様）となる42A形を試作していたが、量産化には至らなかった。
- その後、大型トラックと同等の内容積・積載重量を持つ31 ftウィングコンテナが、私有コンテナとして普及が進んでいることから、JR貨物でもモーダルシフトの促進と、新規顧客の鉄道貨物輸送の利用を図る目的で、31 ftフルウイングコンテナ（側面二枚折り仕様）を所有することになった。そのために製作されたのが本形式である[1]。
- 2012年（平成24年）に25個[2]（38001 - 38025）、2013年（平成25年）に35個[3]（38026 - 38060）が日通商事が取り扱う（一光）で製造された。
- 2015年（平成27年）より、内容積拡大などの改良を加えた49A形へ製造が移行したため、本形式の製作は前述の60個で終了した。
- 2024年（令和6年）12月5日現在、58個が使用されている[4]。
- 全高が高いハイ・キューブ・コンテナのため、低床であるコキ100系列貨車専用となっている。

## 構造

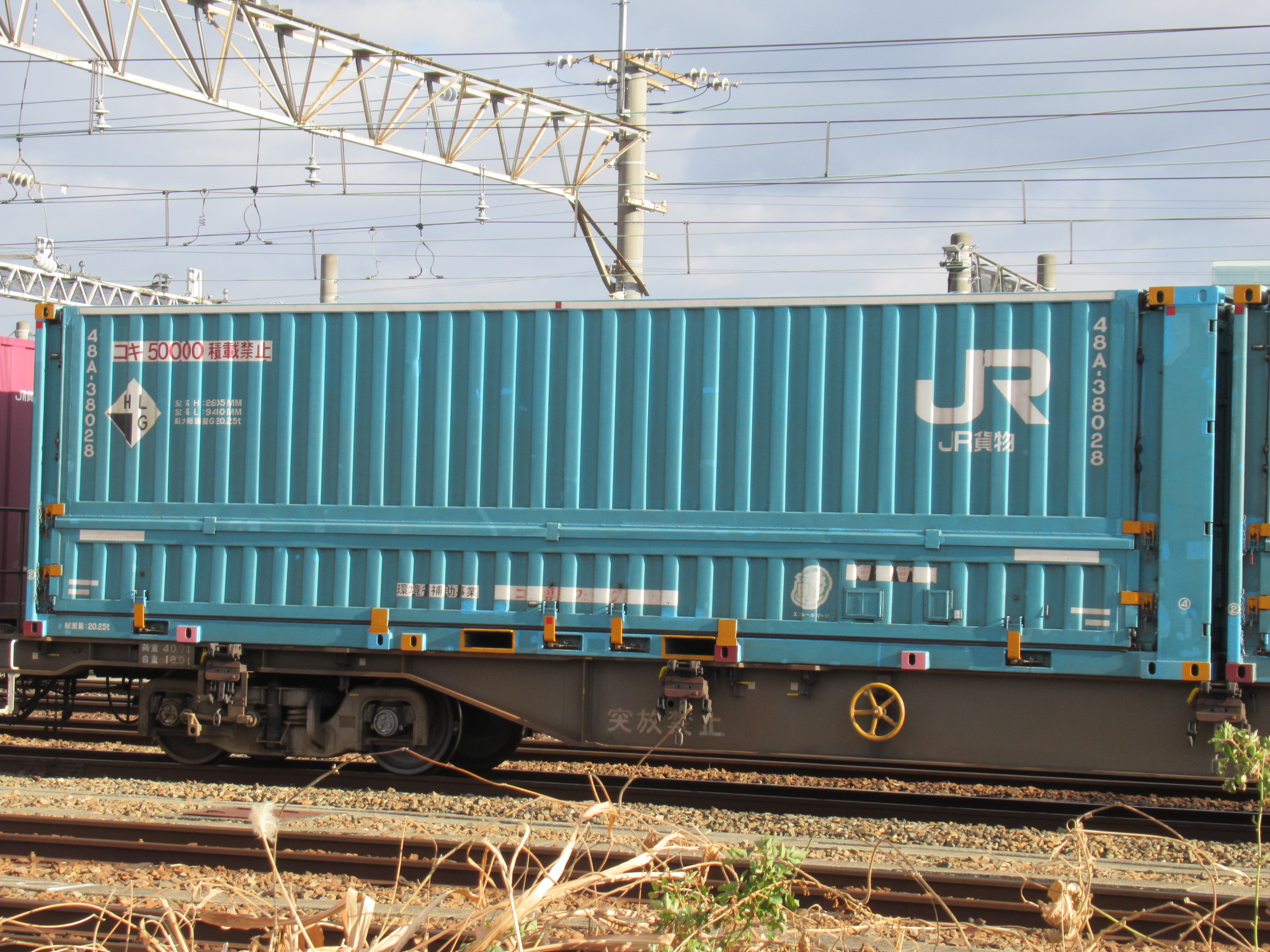
2013年増備個体　48A-38028

片妻面及び両側面に荷役扉を設けた三方開き。側面扉は、側板と天井の一部を組み合わせた二枚側板折れ構造で、跳ね上げて開閉するフルウィング式である。
外法寸法は、長さ9,410 mm、幅2,450 mm、高さ2,605 mm。内法寸法は、長さ9,240 mm、幅2,350 mm、高さ 2,210 mmとなり、内容積は48.0 m3。
最大積載重量は、13.8 tである。
形状は私有コンテナとして多くの事業者で使用されている、U48A形38000番台コンテナなどと同一であり、全周にわたって、縦にリブ（コルゲートあるいは波板）がある。
塗装は青22号（コンテナブルー）を基調とする。側面左下から右上にかけて7本の白色の横線があり、上に行くにしたがって長くなっている。また、各面の上部に白い帯がある。白抜きで側面および妻面の右上にJRマーク、その下に「JR貨物」の文字が入れられている。側面左上に「コキ50000積載禁止」の注意書きがある。
2013年度に製作された35個は、7本の白線が省略され、側面のJRマークと「JR貨物」の文字の位置が、やや下に移動している。